# Danijel Šarić (rukometaš)
Danijel Šarić (Doboj, 27. lipnja 1977.) nekadašnji je bosanskohercegovačko-katarski rukometni vratar. Sudjelovao je na svjetskom prvenstvu 2019. igrajući za Katar.